# Bulligny
Bulligny é uma comuna francesa na região administrativa de Grande Leste, no departamento de Meurthe-et-Moselle. Estende-se por uma área de 10,49 km². Em 2010 a comuna tinha 546 habitantes (densidade: 52 hab./km²).